# شهرام جزایری
شهرام جزایری عرب (زادهٔ ۲۰ آبان ۱۳۵۱) تاجر و فعال اقتصادی ایرانی است که در سال ۱۳۸۱ در سن ۲۹ سالگی و در جریان بزرگ‌ترین و جنجالی‌ترین پروندهٔ اقتصادی ایران بعد از انقلاب سال ۱۳۵۷ ایران تا آن زمان بود، بازداشت شد.
سرانجام، شهرام جزایری پس از برائت کامل از اتهام اخلال در نظام اقتصادی توسط شعب ویژه دیوان عالی کشور، در نهایت به ۱۱ سال حبس تعزیری محکوم شد. وی در اتهامات اقتصادی جمعاً به ۵ سال حبس و در اتهامات معمولی ناشی از عبور از آب و کارت سربازی جمعاً به ۶ سال حبس محکوم شد. او در سال ۱۳۹۴ پس از ۱۳ سال از زندان آزاد و در سال ۱۳۹۷ دوباره زندانی و به ۷ سال حبس دیگر محکوم شد.

## زندگی‌نامه
شهرام جزایری در سال ۱۳۵۱ از پدری اهوازی و مادری تهرانی در تهران به دنیا آمد. در دوران کودکی ابتدا ساکن اهواز و پس از آن در سال ۱۳۶۰ به تنکابن نقل مکان کرد. او تا سال ۱۳۷۰ در کنار تحصیل به دستفروشی و بستنی‌فروشی پرداخت. در سال ۱۳۷۰ برای تحصیل در مقطع دکترای حرفه‌ای در رشته دندانپزشکی به دانشگاه علوم پزشکی کرمان رفت. او در سال‌های دانشجویی مشغول به تولید، بسته‌بندی و صادرات خرما و مرکبات شد و به گفته وی از سال ۱۳۷۵ با بیش از ۵۰ شرکت اقتصادی در صنایع مختلف از جمله نیروگاه برق و صنایع آلومینیوم، اقدام به برگزاری نمایشگاه فروش کالا در آفریقا کرد. وی مدتی در جلسات نمایندگان مجلس ششم به عنوان مشاور حضور داشت که بعدها پس از دستگیری وی جنجال زیادی مطرح شد.
جزایری در ۲۲ آبان سال ۱۳۸۰ به اتهام فساد مالی و رشوه دستگیر شد و بعد از ۱۳ سال در ۱۱ مهر ۱۳۹۳ آزاد شد. در نهایت از سوی شعبه ویژه دیوان عالی کشور از اتهامات فساد اقتصادی برائت گرفت. در حکم نهایی وی مشخص شد که هیچ‌یک از اموال عمومی را تضییع نکرده است و اموال اصلی و سود تسهیلات به سیستم بانکی برگشت شده است. وی پس از آزادی دوباره فعالیت‌های اقتصادی خود را شروع کرد.
شهرام جزایری در سال ۱۳۷۶ ازدواج کرد و دارای ۳ فرزند، دو پسر بنامهای ایلیا متولد ۱۳۸۳ و ارشیا متولد ۱۳۸۷ و یک دختر بنام آرنیکا متولد ۱۳۸۹ است.

## تردد در مجلس ششم
شهرام جزایری در زمان مجلس ششم کارت تردد در مجلس داشته است. او در جلسات نمایندگان مجلس ششم به عنوان مشاور فنی و اقتصادی حضور داشت که بعدها پس از دستگیری وی جنجال زیادی مطرح شد. حضور و مشارکت وی در کمیسیون اقتصادی مجلس منجر به تصویب قانونِ عدم الزام سپردن وثیقه ملکی به بانک‌ها شد که بعدها به قانون شهرام جزایری معروف شد.

## دستگیری
جزایری چکی را به عنوان وجوه شرعیه به بیت سید علی خامنه‌ای می‌فرستد. پیش از این علی خامنه‌ای به بیت خود متذکر شده بود که مبالغ بالا را به او گزارش دهند. پس از گزارش به وی که او از ۲۶ سالگی وارد فعالیت شده بود دستور پیگیری فعالیت‌ها را می‌دهد که در نهایت اتهاماتی از قبیل فساد مالی برای او مطرح شد. این گفته‌ها به تأیید محمود علیزاده طباطبایی وکیل وی نیز رسیده است؛ ولی اشاره کرده است که تنها عامل بازداشت شهرام این نبوده است.

### اتهامات در دادگاه بدوی
علی مژده‌ای نماینده مدعی العموم در دادگاه بدوی، اتهامات وی را ایجاد و تأسیس حدود ۵۰ شرکت مختلف بازرگانی، کسب اعتبار موهوم از طریق مانورهای متقلبانه، برداشت ۳۸ میلیارد و ۱۰ میلیون ریال به دفعات مختلف و پرداخت آن به اشخاص به عنوان رشوه، جعل اسناد اعلام کرد. تبانی در معاملات دولتی، اغوای مسؤولان بانکها، تسهیل و دریافت ارز، عدم به‌کارگیری تسهیلات در امر صادرات و واردات و ایجاد رکود در امر صادرات واردات، تهیه پیمان نامه‌های غیرقانونی و اخذ مقادیر قابل توجهی از این طریق از جمله کیفرخواست نماینده مدعی‌العموم است.
علی مژده‌ای ضمن قرائت کیفرخواست صادره دربارهٔ شهرام جزایری به تشریح مشخصات متهمان و عنوان‌ها اتهامی هر یک از آنان پرداخت. در آن پرونده شهرام جزایری با اتهامات بسیاری از جمله ارتشاء، صادرات غیرقانونی، جعل اسناد دولتی و اختلاس‌های کلان روبرو شد و بیش از ۵۰ تن به عنوان شرکای جرم وی روانهٔ دادگاه شدند که اغلب آنان را فرزندان مقامات نظام تشکیل می‌دادند.

### حکم دادگاه
شهرام جزایری در آن دادگاه ابتدا به ۲۷ سال حبس محکوم شد ولی پس از اعتراض وی به حکم دادگاه، دیوان عالی کشور حکم دادگاه را نقض و دستور رسیدگی مجدد به پرونده او را صادر نمود.
در سال ۱۳۸۷ شهرام جزایری بابت اتهامات خود به ۱۱ یازده سال حبس تعزیری، رد مبلغ ۴۸ میلیون و ۶۰۰ هزار و ۱۸۵ دلار آمریکا به بانک ملی ایران و صندوق ضمانت صادرات، پرداخت جزای نقدی معادل دو برابر مبلغ یادشده (۹۷ میلیون و ۲۰۰ هزار و ۳۷۰ دلار آمریکا) به صندوق دولت جمهوری اسلامی ایران و محرومیت از فعالیت بازرگانی در بخش صادرات و واردات و نیز محرومیت از اخذ هرگونه تسهیلات بانکی اعم از ریالی و ارزی به مدت ده سال محکوم شد.
اتهامات او عبارت بودند از: ۱- تحصیل مال از طریق نامشروع ۲- پرداخت رشوه به دفعات و به افراد مختلف ۳- تحصیل معافیت از خدمت نظام وظیفه عمومی به صورت متقلبانه ۴- اعمال نفوذ برخلاف حق و مقررات قانونی ۵- تصرف غیرمجاز در اموال و وجوه توقیف شده ۶- خروج غیرمجاز از مرزهای کشور (فرار از زندان).

### فرار از زندان
در ۲ اسفند ۱۳۸۵ مجتمع ویژه جرائم اقتصادی اعلام کرد که شهرام جزایری در جریان انتقال برای معرفی دارایی‌هایش موفق شده است مأموران محافظ خود را فریب داده و بگریزد. دادگاه شهرام جزایری در غیاب وی به کار خود ادامه داد و در ۷ اسفند ۱۳۸۵ او را به ۱۴ سال زندان، ۱۰ سال تبعید، ۱۰ سال محرومیت از فعالیت‌های بازرگانی و تجاری و جریمه نقدی ۱۲۲ میلیون و ۸۴۰ هزار و ۲۰۰ دلاری محکوم کرد.
محمود هاشمی شاهرودی رئیس قوه قضاییه در ۱۲ اسفند ۱۳۸۵ رئیس مجتمع ویژه جرائم اقتصادی و چند تن دیگر از مقامات مسئول در پرونده شهرام جزایری از جمله رئیس زندان اوین را برکنار کرد. پس از بیان حدس‌ها و احتمالات گوناگون و رسیدن خبرهای ضد و نقیض از دیده شدن شهرام جزایری در دبی، طبس و مناطق دیگر جهان، در تاریخ ۲۷ اسفند ۱۳۸۵ مقامات اطلاعاتی ایران اعلام کردند موفق شده‌اند وی را در روستایی در کشور عمان دستگیر کنند. در روز ۲۸ اسفند به ایران بازگردانده شد.

### استفاده سیاسی
در مناظره انتخاباتی سال ۱۳۸۸ که به صورت زنده در حال پخش بود، رئیس‌جمهور سابق محمود احمدی‌نژاد دست به افشای دریافت سیصد میلیون تومانی کاندیدای رقیب یعنی مهدی کروبی به عنوان خیرات از شهرام جزایری زد تا با این کار رای کاندیدای رقیب را از آن خود کند. بعدها شهرام جزایری در مصاحبه‌ای اعلام کرد مادرش در پی آن مناظره دچار حمله قلبی شده است.

### سرانجام پرونده شهرام جزایری در دادگاه
شهرام جزایری پس از گذراندن ۱۳ سال حبس (۱۱ سال حبس تعزیری و احتساب ۲ سال بازداشت) آزاد شد. وی در اتهامات اقتصادی جمعاً به ۵ سال حبس و در اتهامات دیگر ناشی از عبور از آب و کارت سربازی جمعاً به ۶ سال حبس محکوم شد.
دو حکم در دیوان عالی کشور صادره از سوی شعب ۲۰ و ۲۶ وجود دارد. در حکم اول؛ اتهامات اقتصادی شامل پرداخت رشوه ۳ سال، اعمال نفوذ ۱ سال و دخل و تصرف اموال شرکت‌هایش ۱ سال، جمعاً به ۵ سال حبس تعزیری. در حکم دوم؛ اتهامات غیراقتصادی شامل عبور از آب ۲ سال و کارت سربازی ۴ سال، جمعاً به ۶ سال حبس تعزیری.
شهرام جزایری بعد از طی ۱۲۰۰ جلسه محاکمه و بیش از حدود ۱۸۰ هزار برگه بازجویی با بیش از ۵۴ قاضی در نهایت از سوی شعبه ویژه دیوان عالی کشور از اتهامات فساد اقتصادی برائت گرفت. در حکم نهایی وی مشخص شد که هیچ‌یک از اموال عمومی را تضییع نکرده است و اموال اصلی و سود تسهیلات به سیستم بانکی برگشت شده است.
در احکام قضایی شعب ویژه دیوان عالی کشور استخراج شده است که شهرام جزایری و شرکت‌های مرتبط وی نه تنها هیچ‌یک از اموال دولتی را تضییع نکرده بلکه افزون بر ۱۰۷ میلیون دلار کالا به خارج از کشور صادر کرده که در اثر بازگشت و تسویه زودتر از موعد مقرر ۹۱ میلیون دلار ارز صادراتی، ارز تشویقی ناشی از جایزه خوش‌حسابی از شبکه بانکی کشور دریافت کرده است.

## آزادی از زندان
شهرام جزایری، ۱۱ مهر ۱۳۹۴ پس از گذراندن ۱۳ سال حبس در سن ۴۳ سالگی از زندان آزاد شد. او سرانجام حکم برائت کامل از اتهام اخلال در نظام اقتصادی توسط شعب ویژه دیوان عالی کشور گرفت.
جزایری در خصوص دوران محکومیتش، اینگونه اظهارنظر می‌کند: «حقیقتاً من در طول مدت حبس و زندان به مدت ۱۳ سال، آنقدر فشارهای سنگین داشتم که درحقیقت، هر لحظه اعدام می‌شدم و دوباره زنده می‌شدم تا زجر و سختی را مجدداً متحمل شوم. اگر به گذشته بازمی‌گشتم و حق انتخاب میان حکم اعدام و زندان۱۳ ساله را داشتم، اعدام را انتخاب می‌کردم.»

### فعالیت‌های بعد از آزادی
شهرام جزایری پس از آزادی از زندان در سال ۹۶ فعالیت اقتصادی خود را شروع کرد و در تلاش برای تأسیس «بانک بین‌المللی شهرام» است. به گفته او فعالیت‌های اقتصادی او خارج از ایران بوده و هیچ گونه فعالیت اقتصادی در ایران ندارد.
او پس از آزادی به شرکت‌ها و مؤسسات مختلف که خصوصی هستند، مشاوره می‌دهد. او همچنین با یک مؤسسه آموزشی به نام «مؤسسه آموزش عالی ثروت‌آفرینان» همکاری می‌کند و در نشستی هم حضور داشته و سخنرانی کرده است.

## دستگیری و محکومیت دوباره
شهرام جزایری در تاریخ ششم مرداد ماه سال ۱۳۹۷ در حین خروج غیرقانونی از خاک ایران، در مرز بازرگان توسط نیروهای گمرک شناسایی و بازداشت شد. شهرام جزایری به همراه یک نفر دیگر در داخل یک کانتینر عدس پنهان شده بودند و در ابتدا خود را به عنوان دو تبعه افغانستانی به نیروهای گمرک معرفی کرده بودند اما وکیل جزایری این مسئله را تکذیب کرد.
پس از آن برای جزایری دو پرونده تشکیل شد. در پرونده اول که به موضوع کلاهبرداری ۲۵۰ میلیون تومانی اختصاص دارد، شاکی پس از دریافت ۳ برابر وجه رضایت داده و شکایت خود را پس گرفته، اما دادگاه به دلیل جنبه عمومی جرم، جزایری را به ۷ سال حبس محکوم کرده است. پرونده دوم جزایری مرتبط با پرونده قدیمی او است و وی در ارتباط با ۵۰ میلیون دلار به پرداخت خسارات تأخیر تادیه بابت ارز خارجی LC محکوم شده است. این اتهامات در دادگاه تجدیدنظر نیز تأیید شده است.